# Kitschera (Ort)
Kitschera (russisch Кичера) ist eine Siedlung städtischen Typs in der autonomen Republik Burjatien (Russland) mit 1375 Einwohnern (Stand 14. Oktober 2010).

## Geographie
Die Siedlung befindet sich unweit des gemeinsamen Deltas, das die Flüsse Obere Angara und Kitschera bei ihrer Mündung in das nördliche Ende des Baikalsees bilden. Nordöstlich des Ortes beginnt das Obere Angaragebirge (Werchneangarsker Gebirge), das die Wasserscheide zwischen den beiden Baikalzuflüssen darstellt. Kitschera liegt etwa 480 Kilometer (Luftlinie) nordnordöstlich der Republikhauptstadt Ulan-Ude.
Die Siedlung gehört zum Rajon Sewero-Baikalski (Nord-Baikal), dessen Verwaltungszentrum  Nischneangarsk knapp 40 Kilometer in südwestlicher Richtung entfernt ist.

## Geschichte

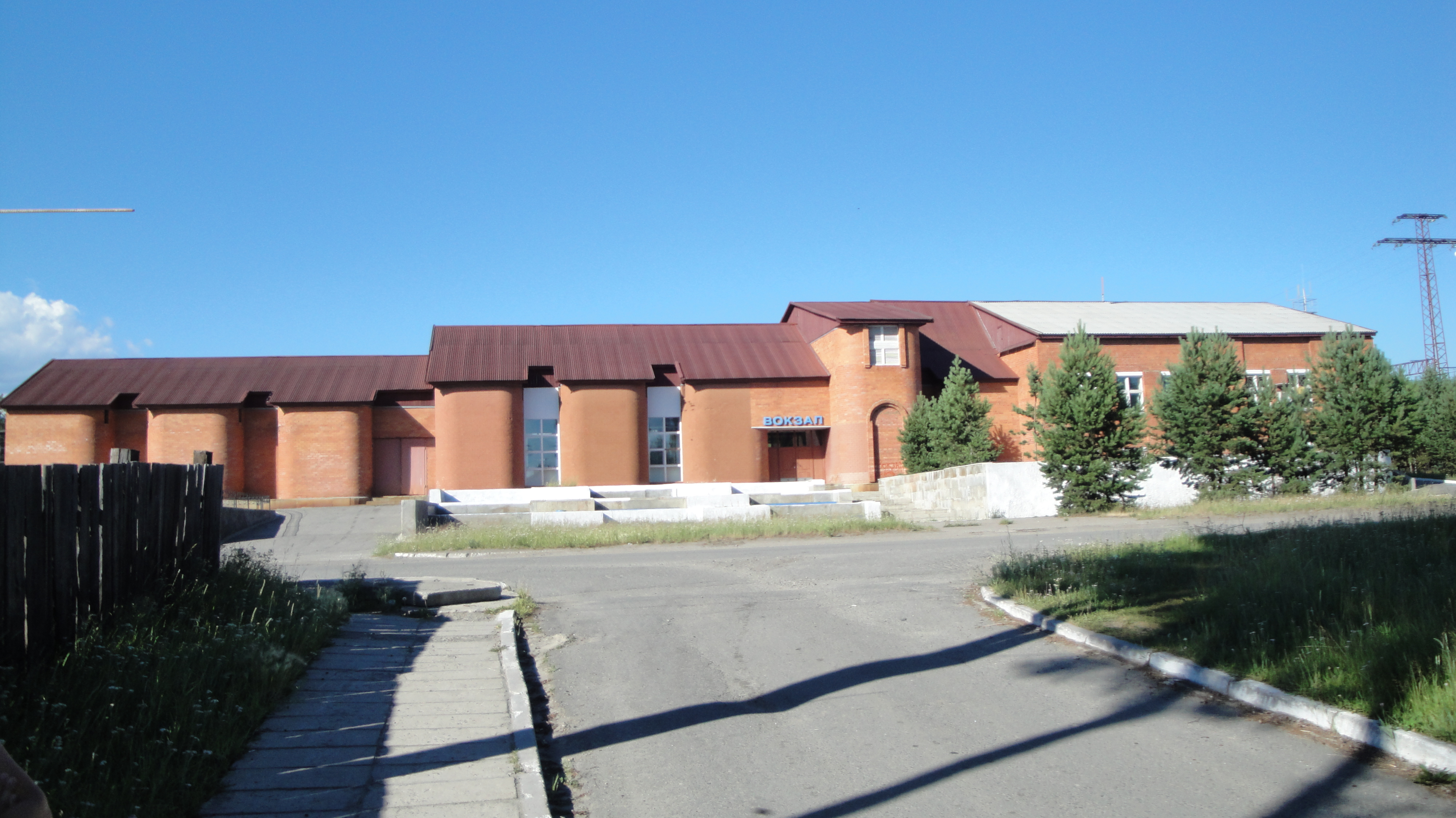
Der in estnischem Stil erbaute Bahnhof von Kitschera

Der Ort entstand in der Mitte der 1970er Jahre im Zusammenhang mit dem Bau der Baikal-Amur-Magistrale (BAM). Bahnstation und Siedlung wurden von Bauarbeitern aus der damaligen Estnischen SSR errichtet (im Rahmen der Propaganda um das Allunions-Komsomol-Bauobjekt BAM übernahmen jeweils eine oder mehrere Regionen der damaligen Sowjetunion Patenschaften über die meisten zu errichtenden Stationen und Siedlungen entlang der Strecke).
1979 wurde der Status einer Siedlung städtischen Typs verliehen. Der reguläre Bahnverkehr auf dem gesamten Streckenabschnitt zwischen Baikalsee (Sewerobaikalsk) und Nowaja Tschara im Norden Transbaikaliens wurde 1989 aufgenommen. Nach Fertigstellung der Bahnstrecke sowie infolge der Wirtschaftskrise ab dem Ende der 1980er Jahre verließ fast die Hälfte der Einwohner den Ort.

### Bevölkerungsentwicklung
| Jahr | Einwohner |
| ---- | --------- |
| 1989 | 2715      |
| 2002 | 1623      |
| 2010 | 1375      |

Anmerkung: Volkszählungsdaten

## Wirtschaft und Infrastruktur
Kitschera ist eine Station der Baikal-Amur-Magistrale (Streckenkilometer 1127 ab Taischet), was praktisch den einzigen Wirtschaftsfaktor darstellt. Die Strecke überquert den gleichnamigen Fluss etwa zwei Kilometer westlich des Ortes.
Durch Kitschera führt auch die der BAM folgende Straße, von der hier eine kurze Stichstraße in das knapp zehn Kilometer entfernte Dorf Werchnjaja Saimka mit der letzten Schiffsanlegestelle an der Oberen Angara vor deren Mündung in den Baikalsee abzweigt.